# Marek Grabie
Marek Grabie (ur. 16 października 1970 w Koszalinie) – polski satyryk i aktor kabaretowy, autor tekstów satyrycznych. Założyciel, lider i autor tekstów Kabaretu Grabiego Marka oraz Kompanii Grabi.
Oprócz pracy w formacjach kabaretowych udziela się w programach rozrywkowych, takich jak m.in.:
- „HBO na stojaka!” – stacja HBO (otrzymał za to nagrodę podczas VI Festiwalu Dobrego Humoru w Gdańsku w 2005 r. wraz z Robertem Górskim z Kabaretu Moralnego Niepokoju i Grzegorzem Halamą)
- „Było sobie porno” – stacja Comedy Central (napisany przez Marka Grabie i Grzegorza Halamę scenariusz serialu zajął 7. miejsce w rocznym zestawieniu najlepiej oglądanych programów tej stacji.)
- „Spadkobiercy” – improwizowany serial, emitowany m.in. przez stacje TV4 oraz Polsat.

## Kabaret

### Kabaret Grabiego Marka
Kabaret z Krakowa istniejący w latach 2007÷2009. W ciągu swojego krótkiego istnienia zdobył prestiżowe nagrody kabaretowe, takie jak:
2008
- wyróżnienie (ex aequo) w Konkursie Młodych Twórców Kabaretowych-Debiuty na IX Festiwalu Dobrego Humoru
- wyróżnienie na XXIX Lidzbarskich Wieczorów Humoru i Satyry
- II miejsce na Mazurskim Lecie Kabaretowym „Mulatka”
- II miejsce na VI Trybunałów Kabaretowych[3]

### Kompania Grabi
Kabaret istniejący od 2009 r. pochodzący z Warszawy. W jego skład wchodzą: Ewelina Jaślar, Wojtek Fiedorczuk, Jakub Puchalski oraz Marek Grabie.
Nagrody i wyróżnienia zdobyte przez Kompanię Grabi
- 2009
  - III miejsce na XXX Lidzbarskich Wieczorów Humoru i Satyry
  - I miejsce na VII Trybunałów Kabaretowych[4]
  - II miejsce Manewrów Kabaretowych Twierdza Modlin

## Filmografia
Marek Grabie wziął udział w filmie Robin Hood – czwarta strzała – polskiej niskobudżetowej komedii wyprodukowanej przez wytwórnię A’Yoy w roku 1997.
Zagrał rolę króla w filmie Łukasza Jedynastego „Twoja stara. Baśń” z 2011 roku.

## Radio
Od 2020 do 2022 prowadził audycję w internetowej rozgłośni Halo.Radio.

## Publikacje
Redaktor satyrycznego pisma Nowy Pompon.
książki
- Prawo jazdy z jedwabiu, Wydawnictwo GRAMAR 2011, ISBN 978-83-933661-0-1[5]